# Daniela Mierzwa
Daniela Maria Mierzwa z d. Pytlowany ps. „Danka” (ur. 7 czerwca 1923 w Rzeszowie, zm. 22 września 2002 w Górnie) – łączniczka KObw. I Inspektoratu Rzeszów Okręg Kraków, a po wojnie urzędniczka, odznaczona Krzyżem Srebrnym Orderu Wojennego Virtuti Militari.

## Życiorys
Daniela Maria Pytlowany urodziła się 7 czerwca 1923 w Rzeszowie w rodzinie Leona i Karoliny z d. Landorf. W rodzinnym mieście ukończyła 7-klasową Publiczną Szkołę Powszechną, a następnie od 1937 rozpoczęła naukę w Prywatnym Koedukacyjnym Gimnazjum Kupieckim TSL. Kiedy wybuchła wojna, zmuszona została do przerwania nauki i w latach 1940−1944 pracowała jako laborantka w aptece w Ubezpieczalni Społecznej w Rzeszowie. 
Przez Józefa Szczepańskiego została wprowadzona do Związku Walki Zbrojnej i 2 czerwca 1940 przez Barbarę Ślusarz ps. „Władysława” została zaprzysiężona jako „Danka”. Objęła funkcję łączniczki komendy Obwodu Rzeszów. Podlegała Zofii Ciepielowskiej („Rezeda”). W 1942 została wyróżniona przez przełożonych, której podporządkowano zespół łączniczek obsługujących poszczególne referaty komendy Obw., jak i Inspektoratu Rzeszów. Jej zadaniem było nadzorowanie „skrzynek” kontaktowych mieszczące się w Ubezpieczalni Społecznej w Rzeszowie przy pl. Piłsudskiego oraz skrzynkę mieszczącą się w mieszkaniu jej matki Karoliny Pytlowany ps. „Żmijka” przy ul. Dekerta 3. Dostarczała lekarstwa dla celów służby zdrowia AK. Kiedy w lipcu i sierpniu 1944 uruchomiono na terenie Podokręgu AK Rzeszów akcję „Burza”, Daniela pełniła służbę w szeregach łączności bojowej. Pełniąc służbę została ciężko ranna, kiedy nastąpił ostrzał Rzeszowa, prowadzony przez artylerię sowiecką. Według opinii przełożonych „cechowała ją bezprzykładna odwaga”.
Po sierpniu 1944, kiedy Rzeszowszczyznę zajęły wojska sowieckie w dalszym ciągu pozostawała czynna w służbie łączności konspiracyjnej AK. W domu matki prowadziła kancelarię Inspektoratu AK Rzeszów. W mieszkaniu „urzędował” również kpt. Łukasz Ciepliński ps. „Pług” któremu codziennie dostarczała meldunki z obwodów i placówek AK, utrzymując stały kontakt z por. Stanisławem Augustynem ps. „Wacek”, „Jeleń”, ppor. Janem Łopuskim ps. „Mariusz” i z pchor. Gabrielem Brzękiem ps. „Dewajtis”. Należała do grupy łącznościowo−sanitarnej, która nocą z 7 na 8 października 1944 uczestniczyła podczas nieudanej akcji rozbicia przez AK więzienia na Zamku w Rzeszowie. Zdołała uniknąć masowych aresztowań, które na taką skalę masową przeprowadziło w grudniu 1944 NKWD w strukturach dowódczych rzeszowskiej AK.
Danuta Mierzwa jesienią 1944 na wniosek komendanta Podokręgu AK Rzeszów płk Kazimierza Putka ps. „Zworny” została odznaczona Krzyżem Srebrnym Orderu Wojennego Virtuti Militari.
Jesienią 1945 za sprawą Ludwika Kubika ps. „Lucjan”, została przez Józefa Szmida ps. „Szymon”, który był kierownikiem organizacyjnym Okręgu (Wydziału) WiN Rzeszów, zaangażowana do tej konspiracji niepodległościowej. Na terenie miasta odbierała pocztę organizacyjną z różnych struktur Rzeszowskiego Okręgu WiN, m.in. z Jasła i Jarosławia, a następnie dostarczała ją Szmidowi. Wiosną 1946 utraciła kontakty z organizacją. 
Po zakończeniu wojny została członkiem PPS. 26 czerwca 1945 otrzymała „zaświadczenie wojskowe” (reklamację) rzeszowskiego RKU i zaczęła  pracować w rzeszowskim Oddziale Wojewódzkim Państwowego Urzędu Repatriacyjnego, a następnie w Komitecie Wojewódzkim PPS oraz w rzeszowskim RSW „Ruch”. Była do 1948 skarbnikiem OMTUR. W 1950 wyszła za mąż za Antoniego Mierzwę, a 24 października tegoż roku aresztowali ją funkcjonariusze rzeszowskiego Wojewódzkiego urzędu bezpieczeństwa publicznego. Został jej postawiony zarzut działalności w AK, kiedy Rzeszów w sierpniu 1944 został zajęty przez wojska sowieckie oraz za przynależności do Zrzeszenia WiN. Ponadto zarzucono jej, że jesienią 1944 przez kilka dni przechowywała razem z matką karabin maszynowy. Wyrokiem Wojskowego Sądu Rejonowego w Rzeszowie z 18 stycznia 1951 skazano ją na 5 lat więzienia oraz rok pozbawienia praw publicznych i obywatelskich praw honorowych i przepadek całego mienia na rzecz skarbu państwa. Zwolniona na mocy przepisów ustawy o amnestii z 24 listopada 1947. W 1951 urodziła syna Bogdana. W 1953 powróciła do pracy i zatrudniła się w rzeszowskim Ośrodku Szkolenia Pielęgniarek PCK. W latach 1959−1965 pozostawała na rencie chorobowej. W 1961 rozwiodła się z mężem. Od 1973 pracowała na stanowisku inspektora w Oddziale Obrotu Towarowego Urzędu Wojewódzkiego. Była członkiem Zjednoczonego Stronnictwa Ludowego. Od listopada 1957 należała do Związku Bojowników o Wolność i Demokrację w którym pełniła funkcję sekretarza koła przy „Ruchu” oraz sekretarza Międzyzakładowego Koła ZBoWiD „Łączność”. W tymże roku współorganizowała rzeszowskie Towarzystwo Krzewienia Kultury Fizycznej i przez wiele lat, do 1968, była w nim działaczką Zarządu Wojewódzkiego. W 1965 Sąd Wojewódzki w Rzeszowie zarządził zatarcie wyroku sądu wojskowego z 1951. Od 1973 była inspektorem w Oddziale Obrotu Towarowego Urzędu Wojewódzkiego w Rzeszowie. Orzeczeniem Wojewódzkiego Sądu Koleżeńskiego ZBoWiD w Rzeszowie z 28 czerwca 1976 wydalono ją z szeregów związku kombatanckiego, a uzasadniono to tym, że działała w AK po sierpniu 1944 oraz należała do WiN.
1 stycznia 2001 została mianowana na stopień podporucznika Wojska Polskiego.
Daniela Mierzwa zmarła 22 września 2002 w Górnie, a pochowana została na rzeszowskim cmentarzu Pobitno.

## Odznaczenia
- Krzyż Srebrny Orderu Wojennego Virtuti Militari
- Medal Wojska − 15 sierpnia 1948
- Krzyż Armii Krajowej − 21 marca 1978
- Krzyż Partyzancki − 20 kwietnia 1961